# Руби, Джо
Джозеф Клеменс Руби (англ. Joseph Clemens Ruby; 30 марта 1933, Лос-Анджелес, Калифорния — 26 августа 2020, Уэстлейк-Виллидж, Калифорния) — сценарист и художник-мультипликатор, один из создателей оригинального мультсериала про собаку Скуби-Ду.

## Биография
Родился в Лос-Анджелесе, в канадско-еврейской семье. После окончания университета, служил в армии США и работал оператором на эсминце во время Корейской войны. После, работал в отделе рисованной мультипликации Walt Disney Animation Studios. В 1959 году, работал саунд дизайнером в компании Hanna-Barbera. Совместно с писателем Кеном Спирсом, создал мультсериалы «Чудо-пёс Динамит» и «Ябберджау».
Скончался в 87 лет в городе Уэстлейк-Виллидж, штат Калифорния.